# Chapelle de la Salette (Maine-et-Loire)
 (septembre 2012).
Si vous disposez d'ouvrages ou d'articles de référence ou si vous connaissez des sites web de qualité traitant du thème abordé ici, merci de compléter l'article en donnant les références utiles à sa vérifiabilité et en les liant à la section « Notes et références ».
Pour les articles homonymes, voir Chapelle de la Salette et Notre-Dame de la Salette (homonymie).
La chapelle de la Salette est une chapelle construite au XIXe siècle et située à la Bohalle, en Maine-et-Loire, en France. 

## Histoire
En revenant de Rome, l'abbé Tranchant (curé de la Bohalle de 1875 à 1910) fait un pèlerinage à La Salette (Isère) et bénéficie d'une guérison qu'il attribue à Notre-Dame de la Salette, le 21 juillet 1869.
En reconnaissance, il voue une grande dévotion à cette dernière. L'abbé Tranchant souhaite alors couronner sa vie pastorale à la Bohalle par l'édification d'un sanctuaire dédié à Notre-Dame de la Salette.